# Elementi del periodo 6
Un elemento del periodo 6 è uno degli elementi chimici nella sesta riga verticale (o periodo) della tavola periodica degli elementi.
Questi sono:
| Gruppo    | 1         | 2         | 3     | 4     | 5     | 6     | 7     | 8     | 9     | 10    | 11    | 12    | 13    | 14    | 15    | 16    | 17    | 18    |
| # Nome    | 55 Cs     | 56 Ba     | 57-71 | 72 Hf | 73 Ta | 74 W  | 75 Re | 76 Os | 77 Ir | 78 Pt | 79 Au | 80 Hg | 81 Tl | 82 Pb | 83 Bi | 84 Po | 85 At | 86 Rn |
| Lantanidi | Lantanidi | Lantanidi | 57 La | 58 Ce | 59 Pr | 60 Nd | 61 Pm | 62 Sm | 63 Eu | 64 Gd | 65 Tb | 66 Dy | 67 Ho | 68 Er | 69 Tm | 70 Yb | 71 Lu |       |
| e−-conf.  |           |           |       |       |       |       |       |       |       |       |       |       |       |       |       |       |       |       |

| Metalli alcalini            | Metalli alcalino terrosi | Lantanoidi  | Attinoidi | Metalli di transizione |
| Metalli di post-transizione | Metalloidi               | Non metalli | Alogeni   | Gas nobili             |

Elementi del periodo 1 -
Elementi del periodo 2 -
Elementi del periodo 3 -
Elementi del periodo 4 -
Elementi del periodo 5 -
Elementi del periodo 6 -
Elementi del periodo 7 -
Elementi del periodo 8